# Marie-Geneviève Bouliard
Marie-Geneviève Bouliard ou Marie-Geneviève Bouliar née à Paris en 1763, et morte à Vindecy le 9 octobre 1825 est une artiste peintre française.

## Biographie
Fille unique d'un couturier originaire de Baugé en Anjou, Marie-Geneviève Bouliard révèle tôt une vocation pour l'art. Elle fréquente les ateliers de Joseph-Benoît Suvée[réf. nécessaire], Joseph Siffrein Duplessis,, Jean-Baptiste Greuze[réf. nécessaire], et est fidèle jusqu'à son dernier souffle à Jean-Joseph Taillasson[réf. nécessaire]. Sa production est intense pendant la période révolutionnaire, ce dont témoignent les catalogues des Salons de 1791 à 1817. Elle reçoit le prix d'encouragement du Salon de 1791.
Elle meurt au château d'Arcy à Vindecy le 9 octobre 1825.

## Postérité
Elle fit partie de « l'élite des portraitistes », selon Jules Renouvier, auteur d'Histoire de l'art pendant la Révolution : « Les peintres accrédités pour le portrait étaient alors Laneuville, la citoyenne Auzou, élève de Regnault, et la citoyenne Bouliard, élève de Duplessis. Ils se partagèrent, avec Ducreux et Colson, les personnages de l'époque. […] Où trouver maintenant les portraits de Ducreux, de Dumont, de Colson, de Laneuville, de Mlle Bouliard et de Mme Auzou ? ».
Son tableau Portrait présumé de Mademoiselle Bélier est inclus dans l'ouvrage de 1905 Women Painters of the World.
La promotion 2012-2013 du Master Expographie-Muséographie à Arras porte son nom.

## Œuvres

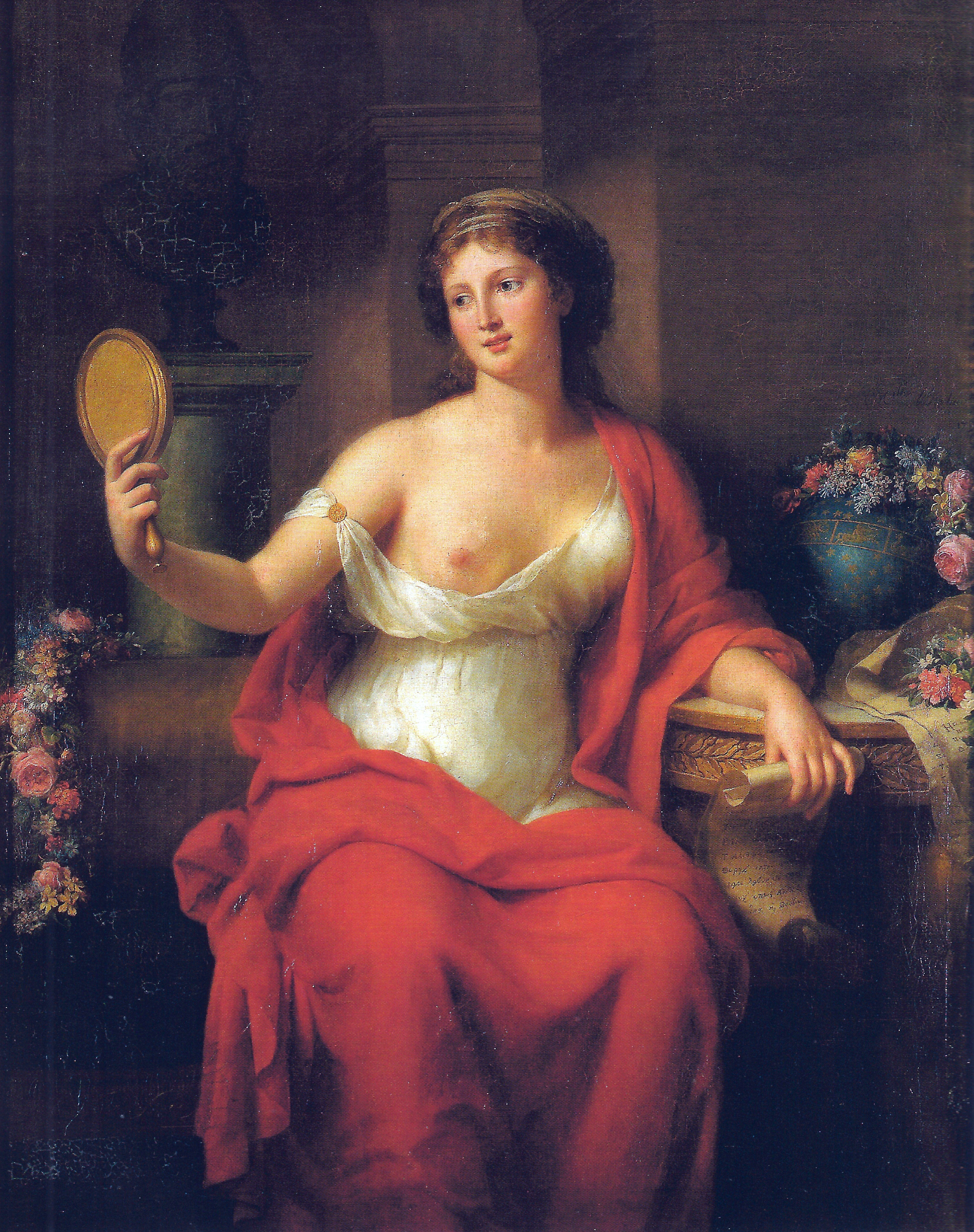
Autoportrait en Aspasie (1794), musée des Beaux-Arts d'Arras.

- 1791 : Tête de Femme couronnée de roses, localisation inconnue[10].
- 1792 : Portrait de Monsieur Olive et de sa famille, Nantes, musée des Beaux-Arts.
- 1792 : Autoportrait, Pasadena, Norton Simon Museum.
- 1792 : Portrait d'un Conventionnel, localisation inconnue[11].
- 1794 : Autoportrait en Aspasia, Arras, musée des Beaux-Arts.
- 1796 : Portrait de la citoyenne Gambs, Salon de 1796, no 58, localisation inconnue.
- 1796 : Portrait du citoyen Mazade, administrateur du théâtre des Arts, Salon de 1796, no 59, localisation inconnue.
- 1796 : Portrait de la citoyenne Mazade, Salon de 1796, no 60, localisation inconnue.
- 1796 : Portrait d'Alexandre Lenoir, Salon de 1796, no 61, Paris, musée Carnavalet.
- 1796 : Portrait d’Adélaïde Binart, épouse Lenoir, Salon de 1796, no 62, Paris, musée Carnavalet.
- 1796 : Portrait de la citoyenne Arnould, Salon de 1796, no 60, localisation inconnue.
- 1796 : Aspasie, Salon de 1796, no 64. Autoportrait, localisation inconnue.
- 1796 : Plusieurs têtes de femmes, Salon de 1796, no 65, études sous le même numéro, localisation inconnue.
- 1796 : Aspasie et deux têtes d'étude, Salon de 1796, no 66, localisation inconnue.
- 1798 : Une femme couverte d'un voile noir, Salon de 1798, no 61, localisation inconnue.
- 1798 : Une femme tenant une flûte, Salon de 1798, no 61, localisation inconnue.
- 1798 : Les enfans du C. Vernet, peintre, se tenant embrassés, Salon de 1798, no 63, localisation inconnue.
- 1819 : Portrait d'homme, localisation inconnue[12].
- Portrait de l'artiste, huile sur toile, 56 × 51 cm, Dijon, musée des Beaux-Arts.
- Dessin, Paris, musée Carnavalet[13].
- Jeune fille au panier de pommes, localisation inconnue[réf. nécessaire].
- Portrait de jeune femme au fichu blanc, localisation inconnue[réf. nécessaire].
- Portrait de Talleyrand, localisation inconnue[réf. nécessaire].
- Portrait de jeune homme, localisation inconnue[réf. nécessaire].

Œuvres de Marie-Geneviève Bouliard
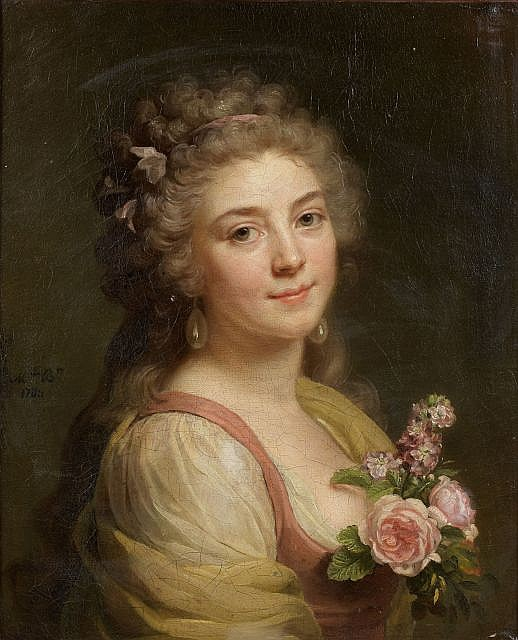
Portrait de femme au corsage fleuri, dit aussi Portrait présumé de Mademoiselle Bélier (1785), localisation inconnue.
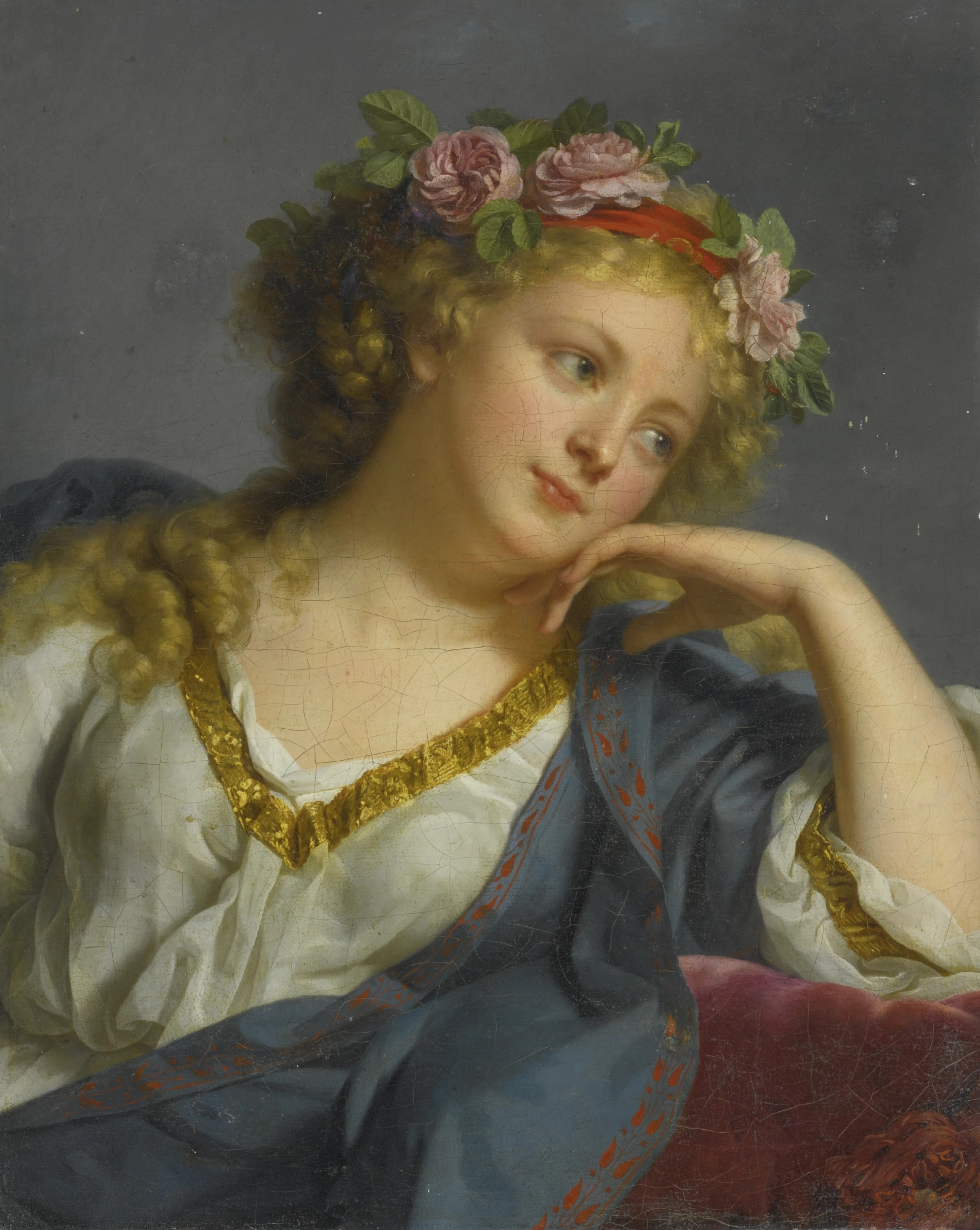
Tête de Femme couronnée de roses (1791), localisation inconnue.
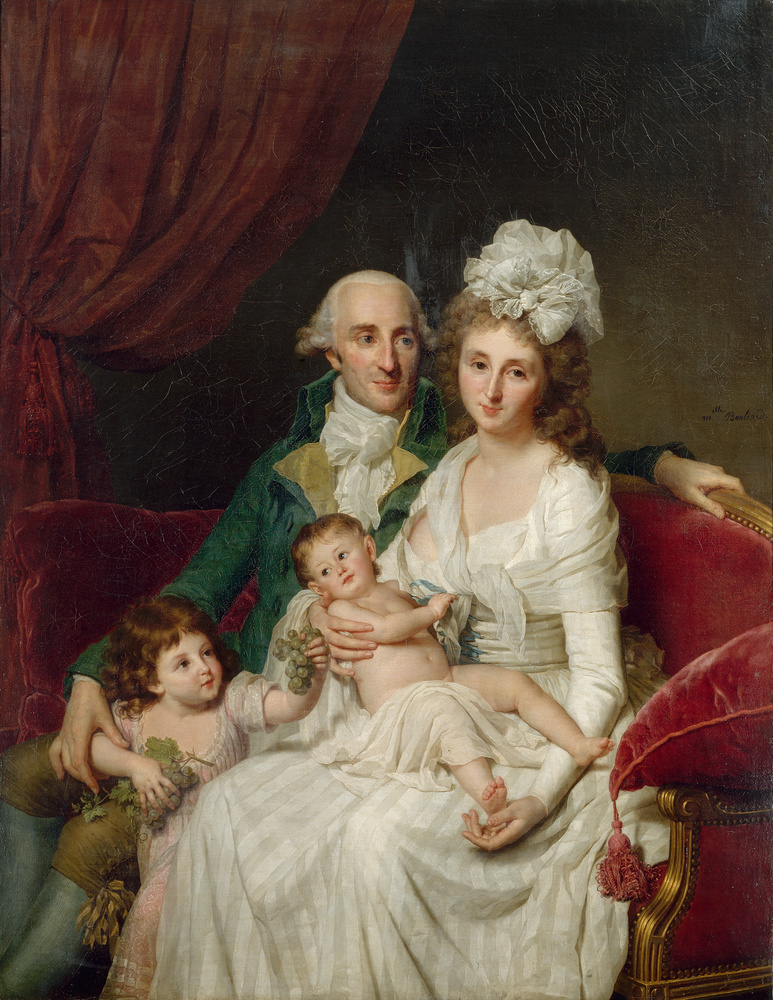
Portrait de Monsieur Olive, trésorier des États de Bretagne, avec sa famille (entre 1791 et 1792), musée des Beaux-Arts de Nantes.
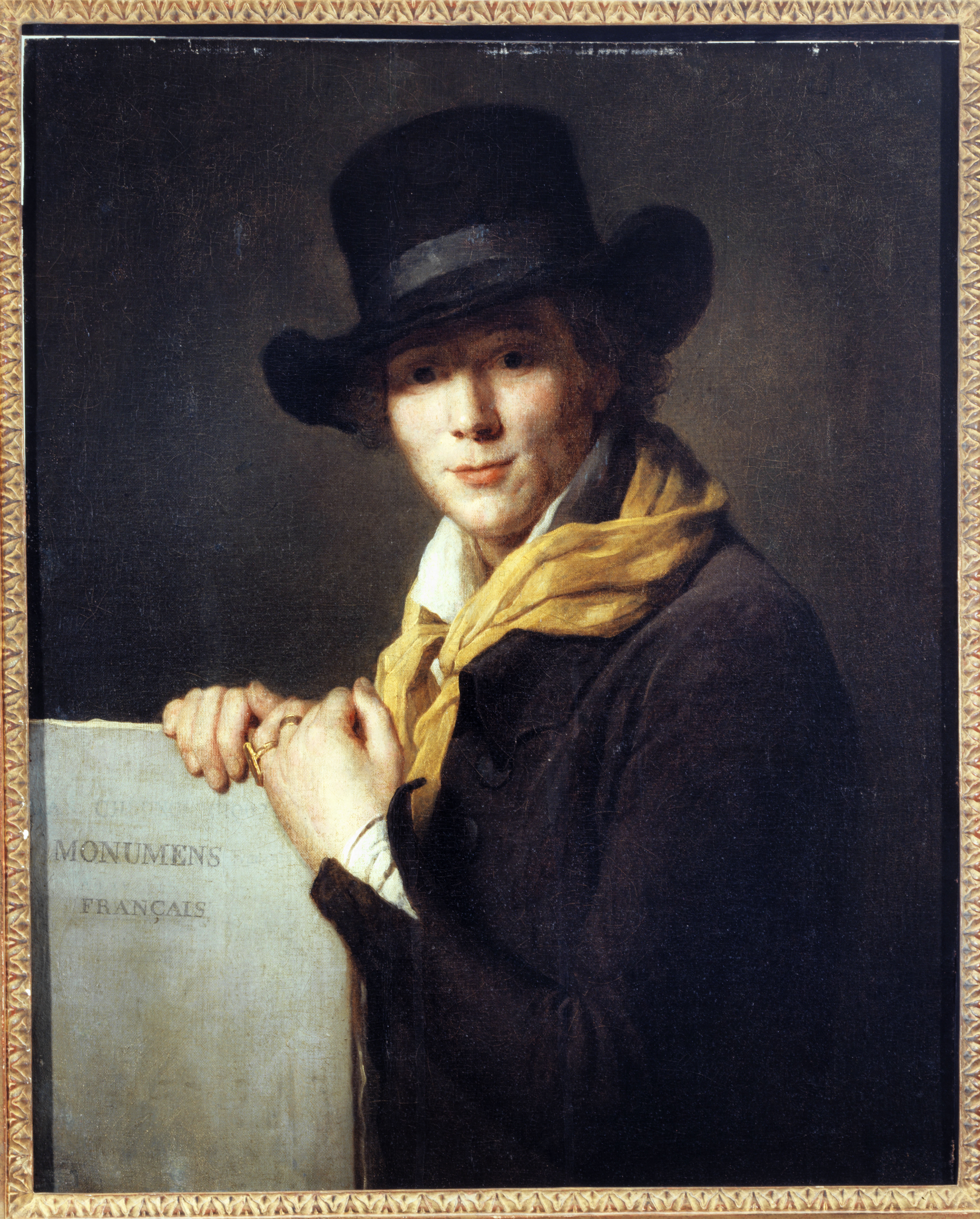
Portrait d'Alexandre Lenoir (1796), Paris, musée Carnavalet.
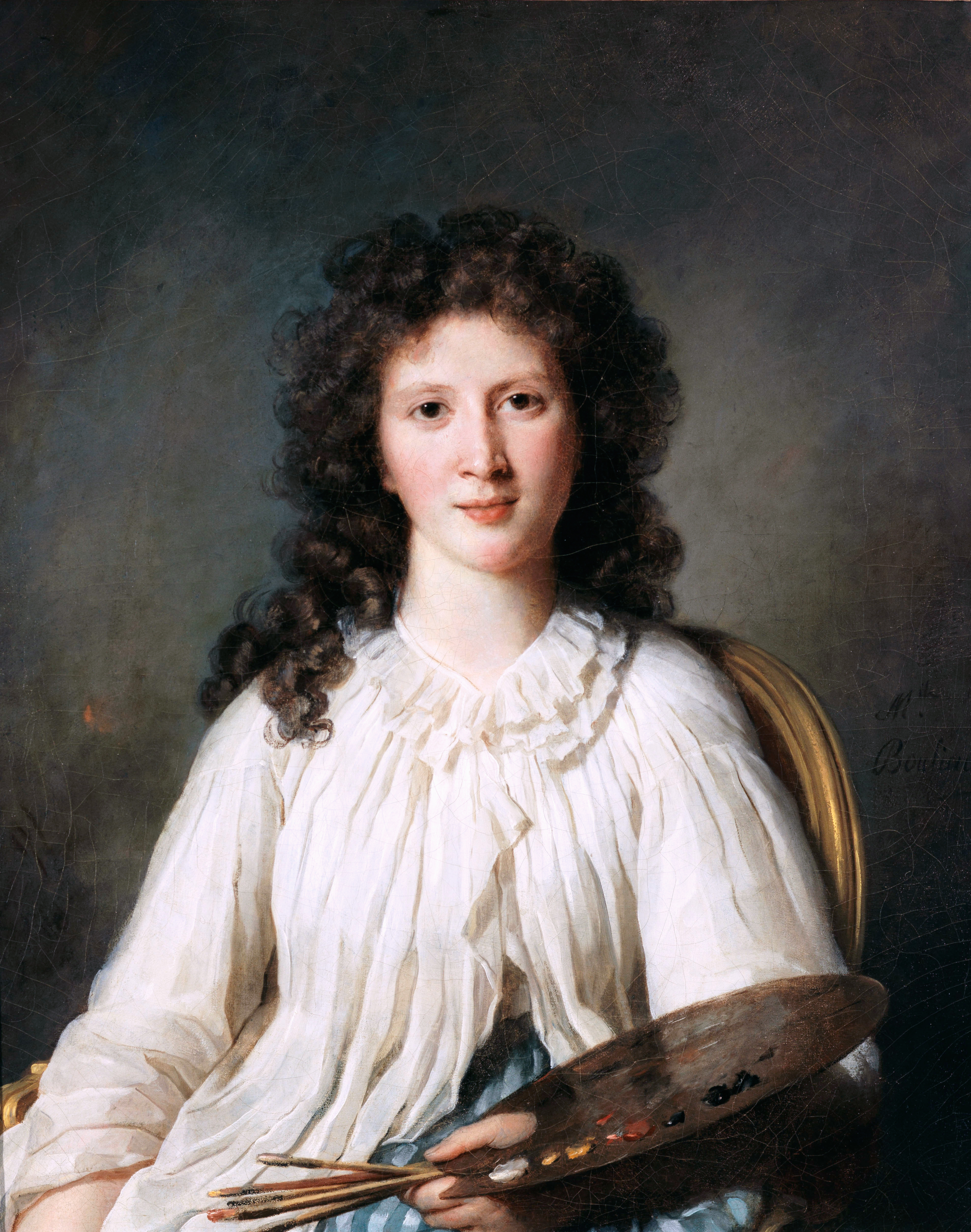
Portrait d’Adélaïde Binart, épouse Lenoir (1796), Paris, musée Carnavalet.
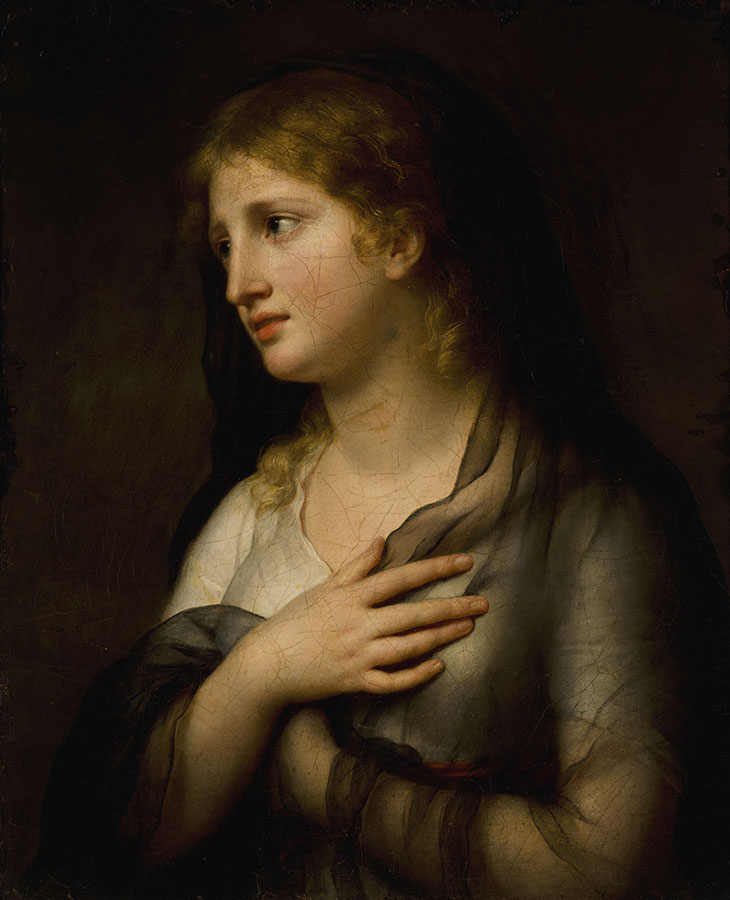
Portrait de femme, La Havane, musée national des Beaux-Arts.

### Liens
- Ressources relatives aux beaux-arts :   - AGORHA
  - Bénézit
  - Bridgeman Art Library
  - British Museum
  - MutualArt
  - Nationalmuseum
  - RKDartists
  - Union List of Artist Names
- Notices dans des dictionnaires ou encyclopédies généralistes :   - Deutsche Biographie
  - Dictionnaire des femmes de l'ancienne France
- Notices d'autorité :   - VIAF
  - ISNI
  - BnF (données)
  - IdRef
  - GND